# Beckett (cratère)
Pour les articles homonymes, voir Beckett.
Beckett est un cratère à cavités d'effondrement (cratère « pit-floor ») présent sur la surface de Mercure. 
Le cratère fut ainsi nommé par l'Union astronomique internationale en 2008 en hommage à la peintre australienne Clarice Beckett. 
Son diamètre est de 60 km. Il se situe dans le quadrangle de Neruda (quadrangle H-13) de Mercure. 
C'est un des cratères de la planète qui présente en son cœur un affaissement. Ce dernier résulterait de l'effondrement de chambres magmatiques sous le cratère, selon une hypothèse privilégiée. 